# NGC 3407
NGC 3407 é uma galáxia elíptica (E-S0) localizada na direcção da constelação de Ursa Major. Possui uma declinação de +61° 22' 46" e uma ascensão recta de 10 horas, 52 minutos e 17,8 segundos.
A galáxia NGC 3407 foi descoberta em 9 de Abril de 1793 por William Herschel.